# João Maria Ferreira Sarmento Pimentel
João Maria Ferreira Sarmento Pimentel (Eixes, Mirandela, 14 de dezembro de 1888 — São Paulo-Brasil, 13 de outubro de 1987), mais conhecido por João Sarmento Pimentel, foi um oficial de Cavalaria do Exército Português, escritor memorialista e político que se distinguiu na luta contra os governos ditatoriais da Ditadura Nacional e do Estado Novo.

## Biografia
Oriundo da velha aristocracia nortenha, onde residiu a maior parte de sua infância e juventude na mansão patriarcal de sua família, casa da Torre, na freguesia de Rande, concelho de Felgueiras, depois de ter concluído o curso da Escola do Exército, a 15 de Novembro de 1912 foi promovido a alferes de Cavalaria. Ainda aluno, participou no levantamento militar que levou à implantação da República Portuguesa em Outubro de 1910.
Em 1915 participou nas campanhas de pacificação do sul de Angola, comandando o destacamento luso-boer que recuperou o posto de Naulila, abandonado no ano anterior na sequência de uma incursão alemão feita a partir da vizinha Damaralândia, episódio que ficaria conhecido pelo incidente de Naulila. Nessa ocasião fez um reconhecimento ao longo do rio Cunene atingindo a Catarata de Ruacaná.
Fez parte do Corpo Expedicionário Português que foi enviado para França no contexto da Primeira Guerra Mundial, onde se distinguiu na frente da Flandres. Em 3 de Dezembro de 1918 foi promovido a capitão.
Embora tendo colaborado com Sidónio Pais, assumiu um papel determinante no esmagamento da Monarquia do Norte, tendo sido um dos comandantes (junto com seu irmão Francisco Sarmento Pimentel) das forças fiéis à República que em 1919 esmagaram no Porto a nascente sublevação monárquica então conhecida pela Traulitânia.
Em 1921 tornou-se membro da direcção da revista Seara Nova, passando a dedicar-se assiduamente à escrita. Em 1923 colaborou na revista Homens Livres  e  publicou as obras Cruzeiro Sul e Filha de Lázaro (teatro), a que se seguiram a reportagem Mais Vale Andar no Mar Alto (1925) e as obras O Crime de Augusto Gomes e a Viagem Maravilhosa (1926/1927). Já por esta altura se tinha revelado um extraordinário escritor, produzindo páginas de grande riqueza estilística, saborosamente evocativas, de travo camiliano.
Foi chefe de gabinete de Ezequiel de Campos no governo de Álvaro de Castro (1923-1924).
Depois de se ter oposto ao Golpe de 28 de Maio de 1926, participou na Revolta de Fevereiro de 1927 que tentou derrubar a nascente Ditadura Nacional, a qual, tendo fracassado, teve como consequência a sua expulsão do Exército Português, a que se seguiu o exílio no Brasil, fixando-se em São Paulo, cidade onde se fixou com sua prole e residiu até à sua morte, embora entretanto tenha regressado temporariamente a Portugal, após a restauração da democracia em Portugal em 1974. Durante o exílio político, editou em 1963 a primeira parte das Memórias do Capitão João Sarmento Pimentel, obra que completou em 1974, já em Portugal.
Também no Brasil publicou o livro Pimpinela (1928), a biografia O Exilado de Bougie (1942) e Terra Ardente (1944). Em 1972 publicou a obra Magnífica Aventura.
Para além da actividade literária, dedicou-se à indústria, conquistando uma posição de relevo entre a comunidade portuguesa em São Paulo. Foi fundador e presidente, de 15 de Março de 1940 a 14 de Fevereiro de 1941, da Casa de Portugal de São Paulo.
Após o seu regresso temporário a Portugal foi reintegrado no Exército Português, primeiro com o posto de coronel, sendo depois promovido a general honorário em 1982. Faleceu em São Paulo, no Brasil, no ano de 1987, com quase 99 anos de idade. É lembrado num monumento em Mirandela, cidade cuja Biblioteca Municipal tem o nome de João Maria Sarmento Pimentel, por este ter doado ao Município de Mirandela um importante espólio bibliográfico. Também está lembrado no Quartel do Carmo no Porto, onde em 09 de Outubro de 2020 foi inaugurada a Sala General Sarmento Pimentel, que lhe foi dedicada com colocação de um quadro (através de foto cedida por seu amigo Armando Pinto, de Longra-Felgueiras, a pedido do Comando Territorial do Porto, à época), mais vitrines com fotografias e documentos.

## Distinções
- A 30 de agosto de 1978 foi agraciado com a Grã-Cruz da Ordem Militar de Sant'Iago da Espada.[7]
- A 1 de abril de 1980, foi agraciado com a Grã-Cruz da Ordem da Liberdade‎[7]